# Estación Brigadeiro
La estación Brigadeiro es una de las estaciones de la Línea 2-Verde del Metro de São Paulo. 
Inaugurada el 25 de enero de 1991, la estación fue construida debajo de la Avenida Paulista, en el n.º 447. 

## Características

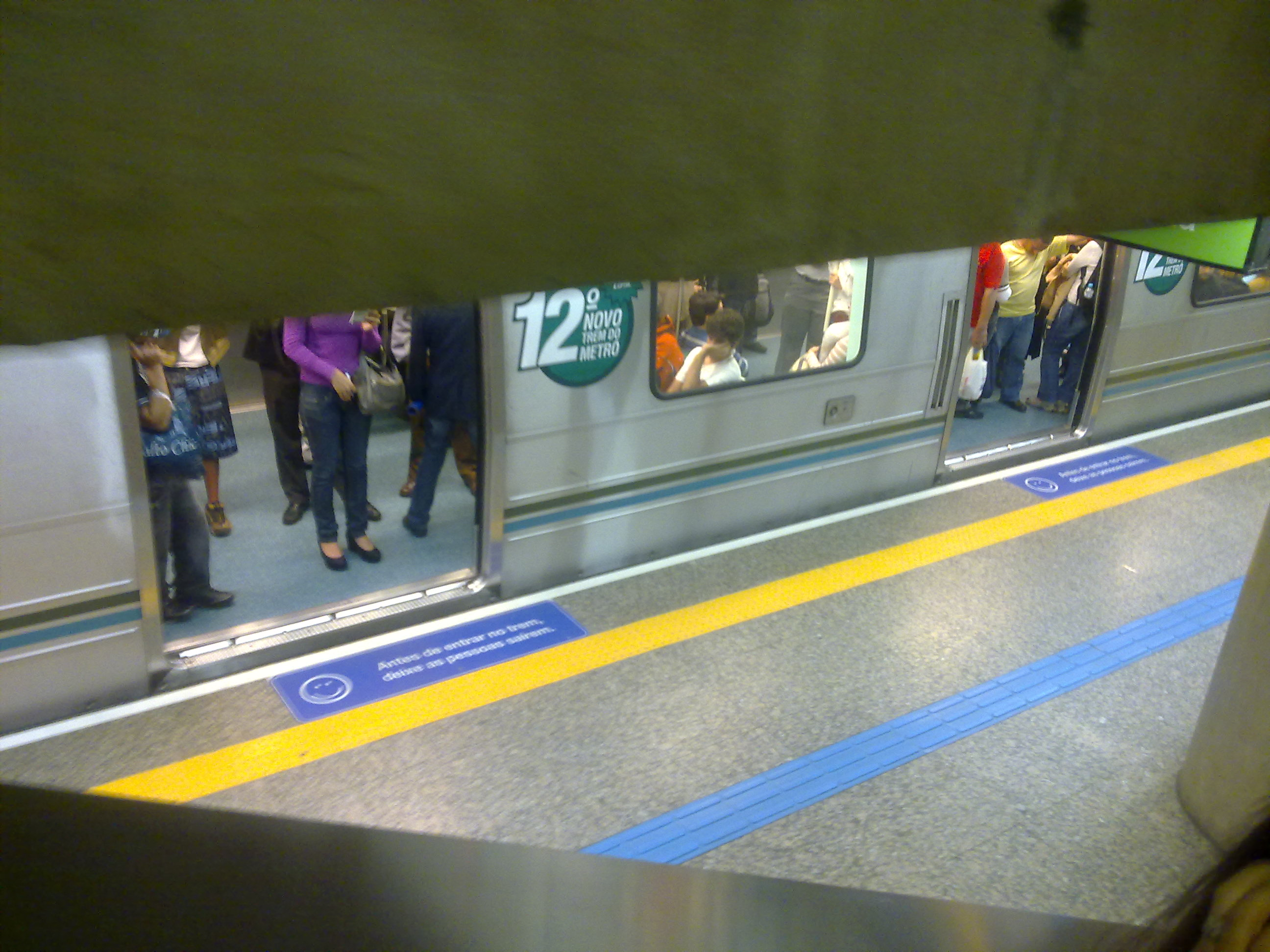
Vista de la plataforma de la estación.

Estación subterránea, compuesta por dos entrepisos de distribución en cada extremo y plataforma central. Posee acceso para discapacitados físicos.
Capacidad de hasta 20.000 pasajeros por día.
Área construida de 8.790 m².

## Alrededores[2][3]
- Hospital Beneficencia Portuguesa
- Hospital Brigadeiro[4]
- Hospital del Corazón de São Paulo[5]
- Hospital Alemán Oswaldo Cruz[6]
- Hospital Santa Catarina
- Instituto Pasteur
- Pró-Matre Paulista Hospital[7]
- Museo Memória del Bixiga
- Parque do Ibirapuera
- Casa das Rosas
- Teatro Sérgio Cardoso[8]
- Shopping Pátio Paulista
- Escuela Estadual Rodrigues Alves
- Consulado General do Líbano
- Consulado General de la República Árabe de Siria
- Consulado General de la República Árabe de Egipto
- Consulado General de India
- Consulado General de Japón
- Consulado General da República da Coréia
- Embajada de Malasia
- Consulado de Jordania
- Iglesia Nossa Senhora da Conceição
- Gimnasio de Ibirapuera

## Obras de arte[9]
- Colores y Formas, Cícero Días, panel (1991); pintura a revólver en layotas cerámicas (2,00 x 10,00 m); instalado en la plataforma de embarque sentido Estación Sacomã.
- Desaceleración, Fernando Lemos, panel (1991); pintura a revólver en layotas cerámicas (2,00 x 20,00 m); instalado en la plataforma de embarque sentido Estación Vila Madalena.

## Tabla
| Sigla | Estación   | Inauguración        | Capacidad                  | Integración              | Plataformas | Posición    | Comentarios                                   |
| ----- | ---------- | ------------------- | -------------------------- | ------------------------ | ----------- | ----------- | --------------------------------------------- |
| BGD   | Brigadeiro | 25 de enero de 1991 | 20 mil pasajeros hora/pico | Bilhete Único de SPTrans | Central     | Subterránea | Estación con estructura de concreto aparente. |